# Солоноозерне
Солоноозерне — заповідне урочище місцевого значення. Об'єкт розташований на території Устинівського району Кіровоградської області, поблизу с. Криничуватка.
Площа — 31,5 га, статус отриманий у 1998 році.